# Myomyscus yemeni
Myomyscus yemeni, syn. Ochromyscus yemeni — вид гризунів родини мишевих (Muridae). Зустрічається в Саудівській Аравії та Ємені. 

## Оселище й екологія
Вважається, що він мешкає в чагарниках Єменських гір. Невідомо, чи може він адаптуватися до антропогенних середовищ існування. Їжею служить листя і молоді пагони рослин; додатково насіння, комахи, павукоподібні, маленькі ящірки та миші Acomys. Репродуктивний період триває з жовтня по липень, більшість потомства народжується в сезон дощів.

## Загрози й охорона
Є мало інформації, але вважається, що малоймовірно, що цьому виду загрожує значна загроза, оскільки він зустрічається в регіоні обмеженого впливу людини. Невідомо, чи зустрічається цей вид в будь-якій охоронюваній зоні.

## Опис
Дорослі екземпляри мають довжину голови-тулуба від 78 до 120 мм і довжину хвоста від 151 до 180 мм. Довжина задніх лап становить від 23 до 28 мм, а довжина вух — від 20 до 26 мм. Для виду характерна вузька форма тіла. Волосяний покрив зверху світло-коричневий, найтемніше на середині спини. З боків шерсть глиняного кольору. Білий низ відокремлений чіткою межею. Білі ділянки йдуть від морди до верхньої губи. Вуха сірі, а кінцівки білі, за винятком зовнішнього боку глиняного кольору. Довгий хвіст має світло-сіро-коричневий верх і світло-коричневий низ.